# Sbor dobrovolných hasičů Ejpovice
Sbor dobrovolných hasičů Ejpovice byl založen 25. února 1894, kdy byly schváleny C. k. místodržitelstvím stanovy sboru. Ustanovující schůze se konala 31. března 1894. Činnost sboru byla vždy úzce spjata s obcí Ejpovice. V současnosti je tento sbor jednotkou požární ochrany III. kategorie (JPO III).

## Historie
Stručný přehled historických událostí, které vedly k založení sboru, a popis jeho činnosti byly obsahem vystoupení Michala Křížka při oslavách 110 let od založení sboru.

### První pokus o založení sboru
O založení vlastního hasičského sboru se v Ejpovicích vážněji diskutovalo od roku 1883, když vyhořela stodola Františka Šnebergra (č. p. 38). Požár uhasila již existující a moderněji vybavená jednotka dobrovolných hasičů z Dýšiny. Asi o dva roky později obec Ejpovice pod vedením starosty Františka Krauze (č. p. 7) zakoupila rovněž moderní čtyřkolovou ruční stříkačku, od firmy Holman z Plzně. Ta byla umístěna ve stodole obecné školy a později v kolně obecní kovárny.
První pokus o založení hasičského sboru vzešel z okruhu tehdy jediného místního spolku, Jednoty čtenářsko ochotnické, a od jejího jednatele pana Kaliny, povoláním účetního ve mlýně. Výcvik hasičů již započal (pouze pořadová cvičení), protože však pan Kalina ukončil své působení ve mlýně, výcvik předčasně skončil a založení sboru se tak oddálilo o deset let.

### Založení sboru
Po velký požáru v roce 1893, který zachvátil 8 usedlostí (p. Josefa Bruje č. p. 63, Václava Bernáška č. p. 60, Martina Skolky č. p. 40, Josefa Šnebergra č. p. 39, Františka Krauze č. p. 1, Matěje Pešty č. p. 56, Jana Pešty č. p. 2 a Josefa Krauze č. p. 4.), a při němž uhořela asi sedmiletá dcera nájemníka Josefa Šnebergra, byly obnoveny úvahy o potřebnosti hasičského sboru.
Téhož roku byly za starostování Vojtěcha Zíky odeslány stanovy sboru dobrovolných hasičů prostřednictvím c. k. Okresního hejtmanství v Plzni a následujícího roku dne 25. února 1894 schváleny výnosem c. k. Místodržitelství v Praze. Ustanovující schůze se konala 31. března. Obecní zastupitelstvo přijalo nad sborem protektorát a vybavilo jej výstrojí a výzbrojí od firmy A.R. Smekal z Prahy. Iniciátorem založení sboru a jeho prvním předsedou byl tehdejší řídící učitel Josef Seitz.
Prvního výcviku sboru se na vyžádání ujal Josef Macner, původně odborník od hasičského sboru města Prahy, který se předtím již osvědčil jako cvičitel v Rokycanech, kde se pak stal městským strážníkem, a stal se vůdčí postavou hasičského dobrovolnictví na Rokycansku. 16. června 1895 vycvičený sbor předvedl první veřejné cvičení za velké účasti funkcionářů plzeňské hasičské župy, okolních hasičských sborů i veřejnosti.

### Činnost
Základní činností sboru bylo vždy samozřejmě hašení požárů, sbor však v obci plní i společenskou, kulturní a osvětovou funkci. Provozoval např. sborovou knihovnu (založenou roku 1895). Ta roku 1921 přešla, jako knihovna veřejná, pod správu obce. Kromě hasičských cvičení a přehlídek sbor vyvíjel i další spolkové aktivity, např. divadelní představení, taneční zábavy, národně osvětovou činnost a zkrášlování obce. Ke stoletým tradicím patří i každoroční ples Kateřinský věneček. V předvečer 1. máje sbor tradičně pořádá lampionový průvod.
V meziválečné době (mezi 1. a 2. světovou válkou) byl při hasičském sboru založen sbor samaritánů. V této době bylo mezi členy sboru i několik žen.
Koncem 19. století držel hasičský sbor vždy koncem léta a začátkem podzimu požární hlídky, jejichž účelem bylo především zabránit tehdy častému žhářství. Po dobu hlídky měli hasiči zajištěna práva obecního strážníka.

## Technika
Zpočátku sbor používal ruční čtyřkolovou stříkačkou zakoupenou obcí ještě před založením sboru, roku 1885. Roku 1908 zakoupila obec další podobnou stříkačku.
Zpočátku byla stříkačka uložena ve stodole obecní školy, později v kůlně obecní kovárny. Prostory v kovárně se uvolnily kvůli přechodu formanské dopravy na železniční a z toho plynoucímu snížení poptávky po kovářské práci. Ještě později byla zbrojnice zřízena v budově místního národního výboru.
Roku 1937 si sbor pořídil motorizovanou dvoukolovou stříkačku zn. EBERT s hltností 1400 l/min. O osudu ručních stříkaček dále nejsou zprávy. Koncem 50. let 20. století byla vybudována hydrantová síť v obci. Roku 1955 zakoupila obec starší vozidlo Tatra 805 pro tažení stříkačky, je dodnes majetkem obce.
Roku 1965 byla zakoupil sbor novou stříkačku, typu DS 16, která je dodnes v majetku sboru. Roku 1979 byla zakoupena nová stříkačka PPS 12 a k tomu jako tažné vozidlo Avia 30. Nová hasičská zbrojnice byla slavnostně otevřena roku 1980, roku 2000 byla přestavěna.
V roce 1997 obec zakoupila cisternový vůz CAS 25. Avia 30 byla prodána a vůz Tatra 805 byl ve funkčním stavu propůjčen do vojenského historického muzea na demarkační linii v Rokycanech. Od června 2006 má jednotka k dispozici speciálně upravený automobil Ford Transit.

## Současnost
Sbor dobrovolných hasičů v Ejpovicích je v současné době (2007) jedním ze 14 hasičských sborů III. kategorie na území okresu Rokycany. V rámci plošného pokrytí území patří do území jeho působnosti i území dalších obcí. Do této kategorie byl sbor zařazen v roce 1998. Proto se automaticky stal součástí Integrovaného záchranného systému, který vznikl v roce 2000. Od roku 2009 obce Ejpovice a Klabava podepsaly smlouvu o sdružení prostředků na činnost jednotky, čímž se jednotka stala jednotkou místní na katastru obou obcí.
Obecní vyhláškou č. 9/2004 (Požární řád obce) obec zřizuje jednotku sboru požární ochrany obce jako JPO III v počtu 10 členů, minimální počet členů v pohotovosti je 0, jako požární techniku jednotky vyhláška jmenuje CAS 24 a PPS 8. Za požární zbrojnici označuje č. p. 157.
Při II. nebo vyšším stupni požárního poplachu volá ejpovickou JPO III také například obec Kornatice.
4. a 5. května 2001 se sbor spolu se 130 dalšími sbory a celkem 145 hasičskými vozy zúčastnil u Máchova jezera celorepublikového součinnostního cvičení, při kterém byl čerpáním vody hadicemi na vzdálenost 47,2 km (do vojenského prostoru Ralsko) v čase 18,5 h překonán světový rekord v dálkové dopravě vody s použitím otevřených nádrží, který byl zapsán do Guinnessovy knihy rekordů.
Sbor zasahoval společně s dvěma profesionálními sbory například při lesním požáru u obce Klabava 29. března 2007.